# Granvin
Granvin este o comună din provincia Hordaland, Norvegia.